# بلال بيات
بلال بيات (ولد في 11 ماي 1989 في مرتيل) لاعب كرة قدم مغربي، يلعب في موقع مهاجم في صفوف نادي الجيش الملكي.

## سيرته
التحق بلال بيات بالنادي القنيطري في 2007، حيث جاور فئة الشبان بين 2007 و 2009، قبل أن يلتحق بفريق الكبار سنة 2009. في موسم 2012-2013، احتل الصف الثاني في قائمة أحسن هدافي الدوري (12 هدفا). في 2013، انتقل لنادي الجيش الملكي لمدة سنتين، وفق انتقال حر بمبلغ مليوني درهم.
على مستوى المشاركات الدولية، جاور بيات المنتخب المغربي لأقل من 20 سنة، و سجل رفقته هدفين.

## إحصائياته[4]
| المواسم   | النادي          | عدد مرات الظهور | عدد الأهداف |
| --------- | --------------- | --------------- | ----------- |
| 2009-2010 | النادي القنيطري | 62              | 17          |
| منذ 2013  | الجيش الملكي    | 4               | 0           |

## روابط خارجية
- بلال بيات على موقع قاعدة بيانات كرة القدم.إي يو (الإنجليزية)